# Евразийская степь

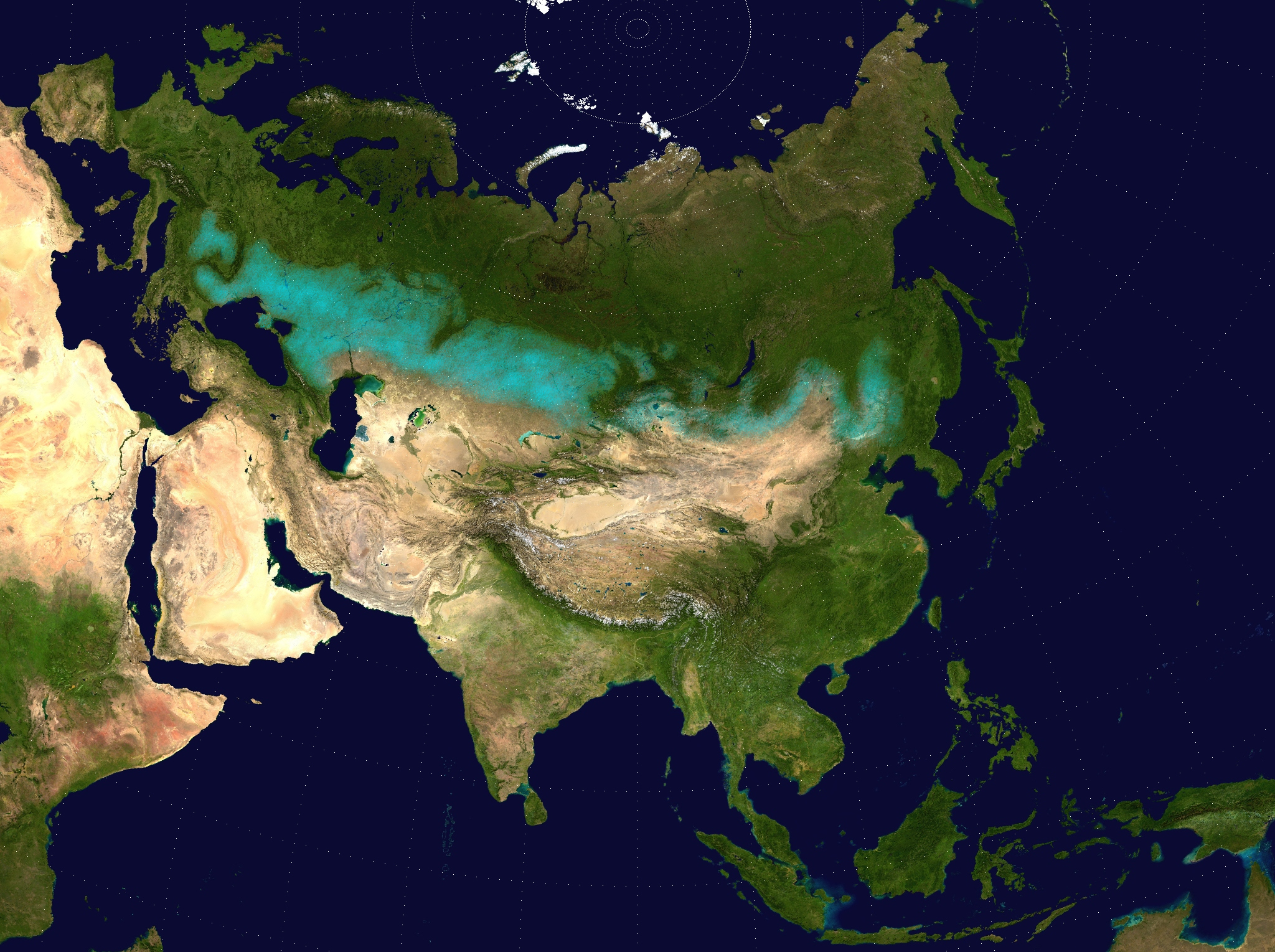
Степной пояс Евразии

Евразийская степь (Великая степь) — обширный степной экорегион, расположенный по центру материка Евразия. 
Евразийская степь простирается от Восточной Европы почти до берегов Тихого океана. Великая степь издревле была заселена индоевропейцами, а позднее тюркскими и монгольскими кочевыми народами и способствовала взаимодействию этих народов с европейскими культурами (Западный поход монголов).
Западная часть региона — Понтийско-Каспийская степь (исторически — Половецкая степь), включающая такие области, как эксклав Пуста (часть Паннонской равнины) на территории Венгрии и Дикое поле на западе, Сальские степи и Ногайская степь на юге, Калмыцкая степь на востоке. 
С севера регион ограничен лесостепью европейской части России, на юге — Чёрным морем, Кавказскими горами и Каспийским морем.

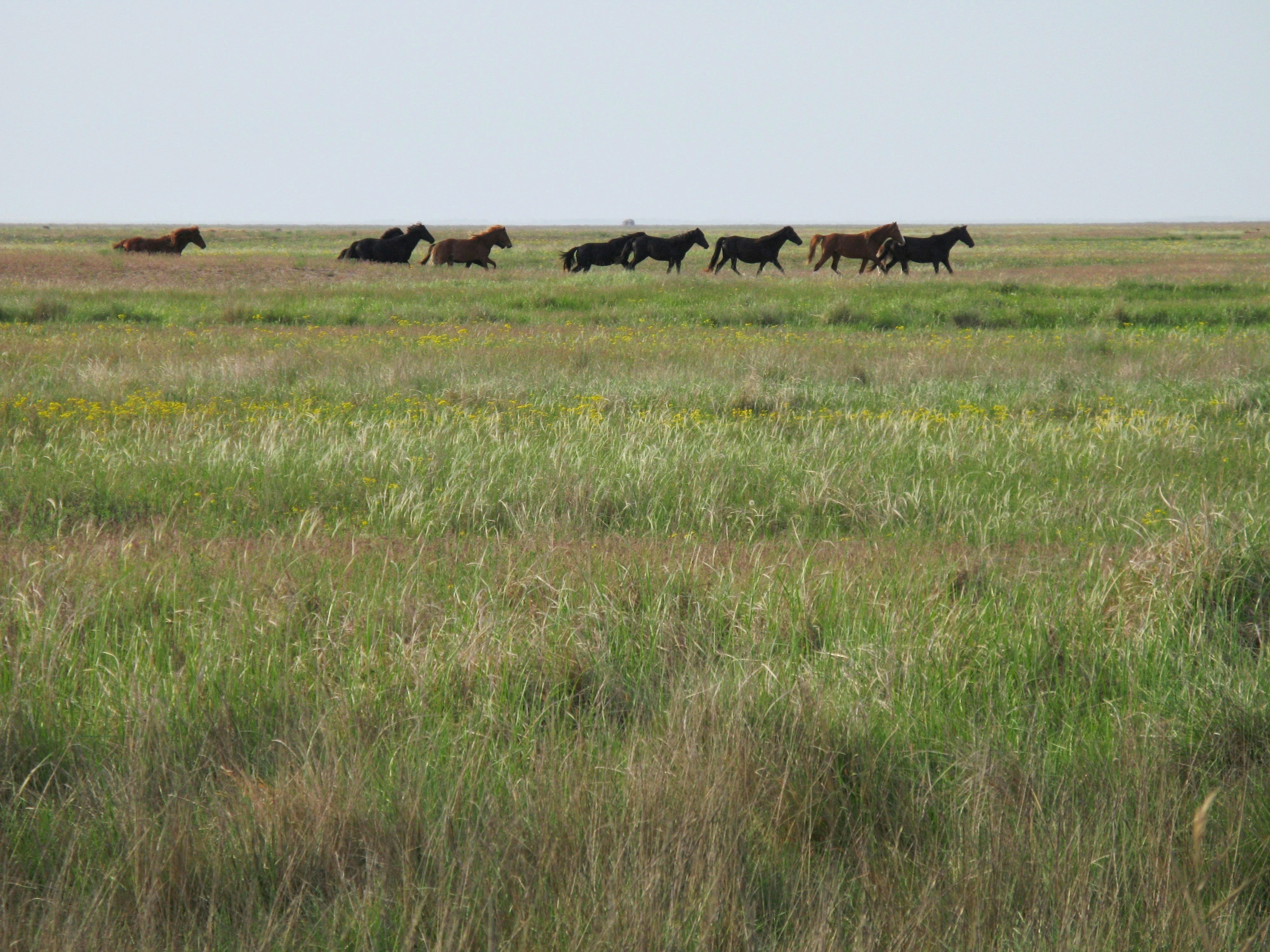
Понтийско-Каспийская степь (Азово-Сивашский заповедник)

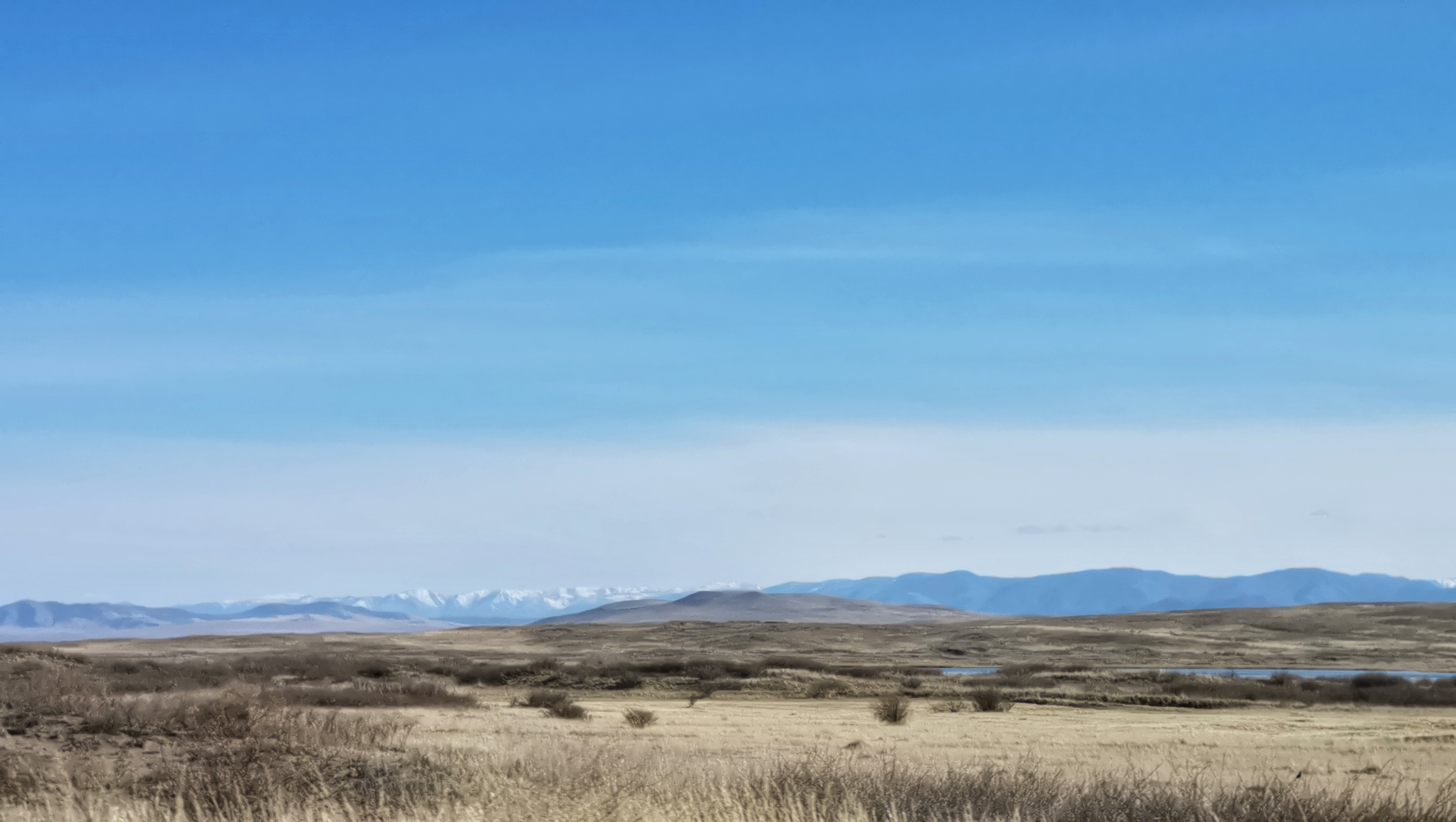
Степь в Туве (вблизи озера Дус-Холь)

Южные хребты Уральских гор (Мугоджары), подходя к Каспию, создают узкое место, после которого на восток простирается Казахская степь, включающая в себя Туранскую низменность и Казахский мелкосопочник, пустынные районы Большие и Малые Барсуки, новый Аралкум и Бетпак-Дала. 
На севере через Тургайскую ложбину, Ишимскую степь, Барабинскую низменность и Кулундинскую равнину степные районы переходят в тайгу Западно-Сибирской равнины.
На востоке через Джунгарские ворота равнина переходит в Джунгарию. Ещё дальше на восток лежит Монголо-Маньчжурская степь и пустыня Гоби.

## История
В IV—III тысячелетиях до нашей эры территорию от Южного Приуралья на востоке до Днестра на западе и от Предкавказья на юге до Среднего Поволжья на севере занимала ямная культура. В 3700—3100 годах до нашей эры на севере современного Казахстана существовала ботайская культура, с которой связывают начало одомашнивания лошадей. На Алтае и в минусинских степях во второй половине III тыс. до нашей эры распространилась афанасьевская культура.
В конце III — начале II тысячелетия до нашей эры в степной и лесостепной полосе от Приуралья и Северного Кавказа до низовий Дуная господствовала катакомбная культура.
На рубеже III–II тысячелетий до нашей эры с запада на восток по лесостепной и степной зонам Евразии распространялась абашевская культура, на юге Западной Сибири и на территории современного Северного Казахстана возникли родственные ей синташтинская культура и петровская культура.
Во 2-й—3-й четвертях II тысячелетия до нашей эры в восточно-европейских степях и лесостепях господствовала срубная культура, а в лесостепи и степях Западной Сибири и современного Казахстана — андроновская культура.
В европейской части степей в середине IX — начале VII веков до нашей эры сложилась первая кочевническая культура, которую отождествляют с киммерийцами, известными по древнегреческим и переднеазиатским письменным источникам.

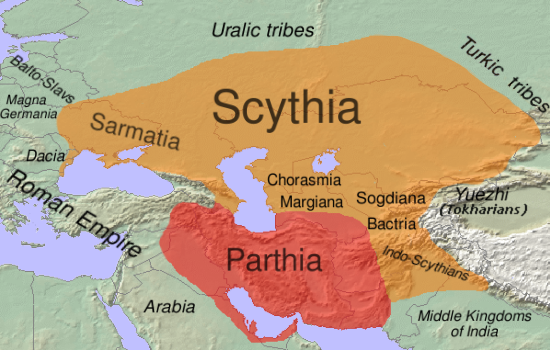
Приблизительная территория Скифии в первом тысячелетии до н. э.

В середине I тысячелетия до нашей эры, в эпоху раннего железного века, в степях от Дуная на западе до Забайкалья и плато Ордос на востоке сложились культуры так называемого скифо-сибирского мира. В него входили скифы, савроматы, саки, а также другие народы, о которых известно только по оставленным ими памятникам (тагарская культура, уюкская культура и другие).
В III веке до нашей эры — IV веке нашей эры в северопричерноморских и северокаспийских степях господствовала сарматская культура, которая формировалась в Южном Приуралье с конца V века до нашей эры  на основе савроматской культуры.
Культура хунну сформировалась к востоку от Байкала и на территории современной Монголии в V–III веках до нашей эры. После распада государства хунну в 55 году до нашей эры на северную и южную части северные хунну (гунны) в конце I века нашей эры начали движение на запад. После нашествия гуннов в конце IV века нашей эры часть сарматов была уничтожена, а оставшаяся часть вошла в гуннский союз.
После распада гуннской империи во 2-й половине V века часть гуннов откочевала в Северное Причерноморье, где кочевали протоболгары. В середине VI века возник Тюркский каганат, подчинивший пространства от Южной Сибири и Маньчжурии до Боспора Киммерийского. После его создания часть жужаней из Центральной Азии, известная как авары, мигрировала на запад и разгромила гуннские и болгарские кочевые объединения.
К концу VI века Тюркский каганат распался на восточную и западную части. К VIII веку Западно-тюркский каганат оказался под властью тюргешей, создавших Тюргешский каганат. В 1-й половине VII века в Причерноморье возникло объединение тюркоязычных кочевников, возглавляемое протоболгарами и известное как Великая Болгария. К концу VII века в западной части евразийских степей сложился Хазарский каганат. Восточно-тюркский каганат пал после вторжения войск китайской империи Тан в 630 году, но затем тюрки восстали и создали Второй Восточно-тюркский каганат. Однако восстания подвластных племён и внутренние распри привели в середине VIII века к распаду и этого каганата. Гегемония перешла к уйгурам, которые создали Уйгурский каганат. В 840 году енисейские кыргызы разгромили его и создали свой Кыргызский каганат. В IX веке возникло объединение огузов (гузов) во главе с кимаками, известное как Кимакский каганат. На рубеже IX-X веков он простирался от Иртыша до Волги.

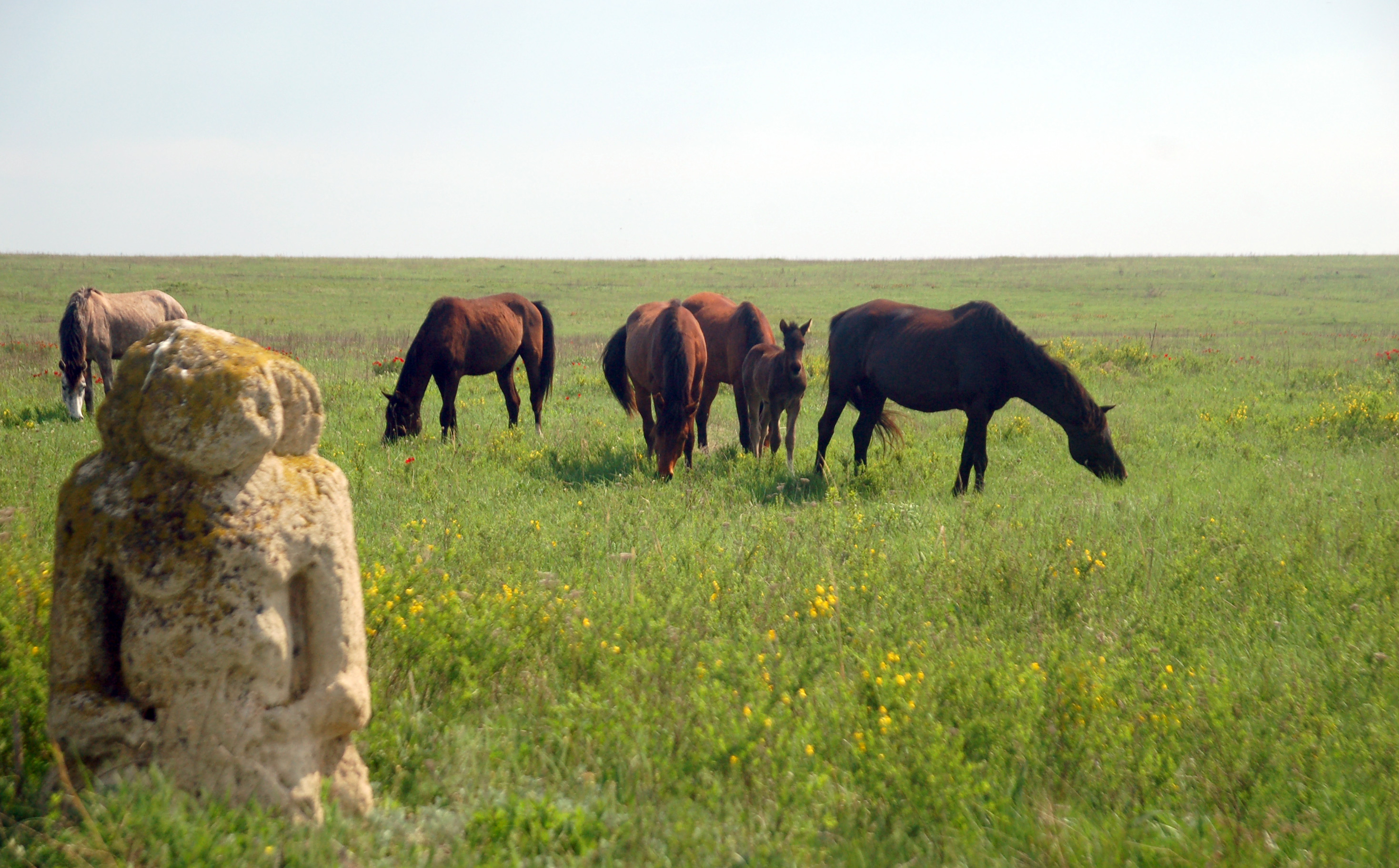
Половецкая каменная баба в Хомутовской степи

На западе евразийских степей в X веке после падения Хазарского каганата появились печенеги. В 1036 году они были разбиты Ярославом Мудрым и под натиском гузов (торков) и половцев частью откочевали на запад, а частью были ассимилированы торками.

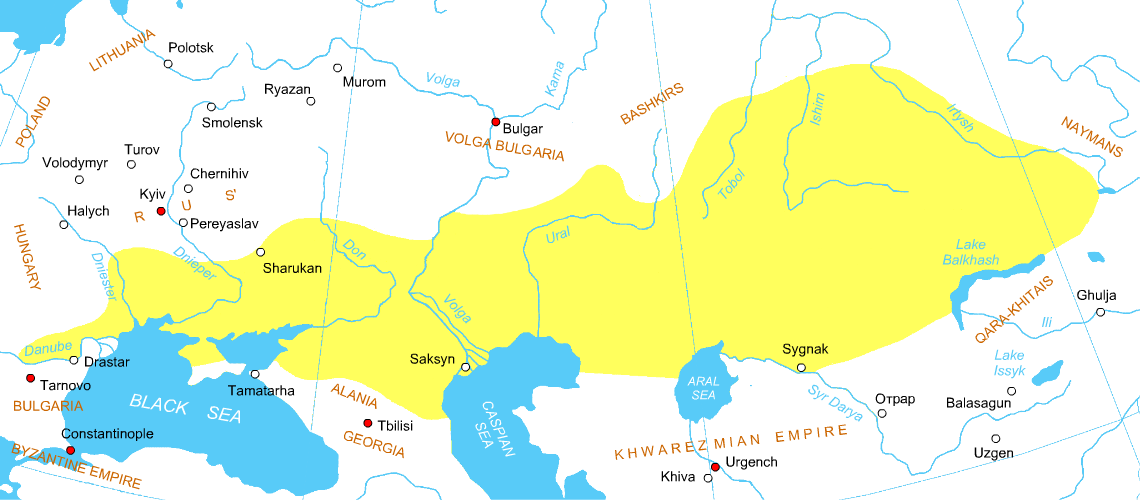
Дешт-и-Кипчак в начале XIII века

Половцы-кипчаки, кочевавшие первоначально между Уралом и Волгой и выделившиеся из объединения кимаков, заняли господствующее положение в евразийских степях (включая территорию Кимакского каганата). Эти степи стали в арабских и персидских источниках стали называть Дешт-и-Кипчак (Кипчакская степь).
На востоке Евразии сложившееся в X веке государство монголоязычных киданей Ляо в XI веке занимало территорию от Японского моря до Восточного Туркестана и от Жёлтого моря до Забайкалья. В 1125 году его разгромили чжурчжэни, создавшие своё государство.
В 1-й трети XIII века народы Евразии были включены в Монгольскую империю, которая делилась на несколько удельных владений (улусов), управлявшихся родственниками создателя империи Чингисхана. Западная часть империи была известна как Улус Джучи или Золотая Орда. Вследствие распада Монгольской империи (1269 год) при хане Менгу-Тимуре (1266–1282 годы) она превратилась в самостоятельное государство. В XV веке на территории Золотой Орды образовалось несколько независимых государств (Крымское ханство, Казанское ханство, Астраханское ханство, Казахское ханство, Сибирское ханство, Узбекское ханство, Ногайская Орда).
Во второй половине XV века в центральной части евразийской степи завершился этногенез казахов и их воссоединение под властью Казахского ханства.
Казанское ханство, Астраханское ханство и Сибирское ханство в XVI веке вошли в состав Русского царства. В XVI—XVII веках московское правительство, продвигаясь на территорию Дикого поля для ведения эффективной борьбы против крымскотатарских набегов, создавало системы оборонительных сооружений, включавшие крепости, засеки, земляные валы и рвы, организовывало станичную и сторожевую службу. На оборонительных линиях селились служилые люди.
На востоке евразийских степей после окончательного крушения Монгольской империи (1368 год) знать ойратов вступила в междоусобную борьбу. Ойраты делились на пять племенных объединений: чоросы (джунгары), хошуты, торгуты, дербеты и хойты. В 1-й половине XVII века чоросы и дербеты создали Джунгарское ханство. В 1755/1758 году оно было разгромлено цинским Китаем. До этого, в первую половину XVII века, часть ойратов прикочевала на запад евразийских степей с востока (преимущественно — торгуты), там впоследствии ими после покорения Ногайской Орды, было образовано Калмыцкое ханство, которое было упразднено в 1771 году в связи с обратной откочевкой основной массы торгутов на восток.
После того, как в XVIII—XIX веках казахи стали подданными Российской империи, всё пространство евразийских степей было поделено между Российской империей и Китаем.